# Nemzetközi táncnap

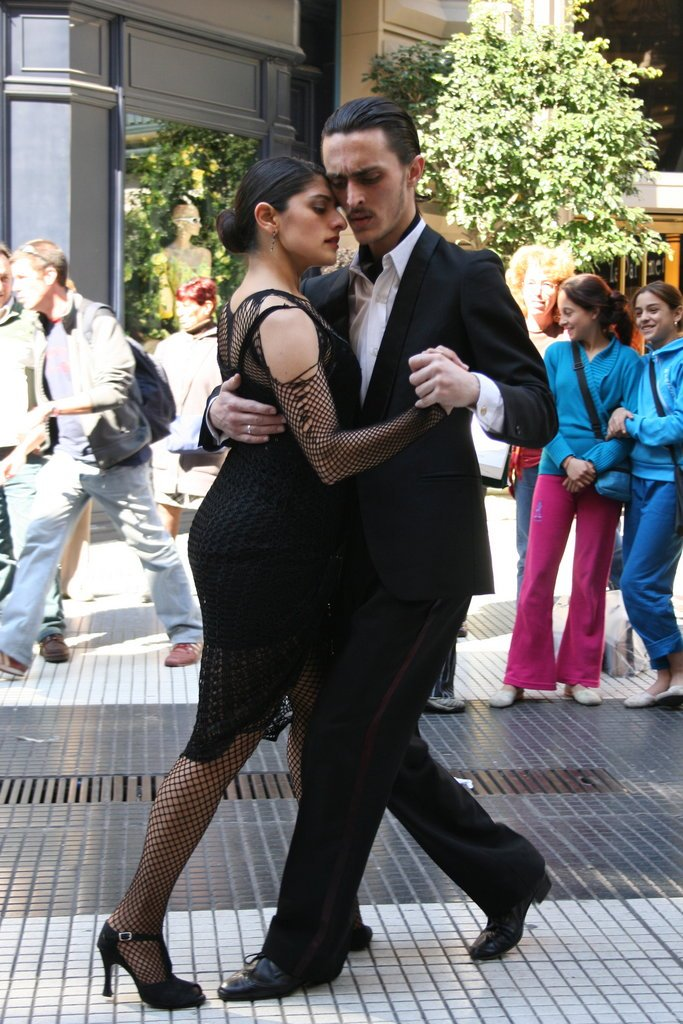
Tangózó pár

A Nemzetközi táncnap vagy A Tánc Világnapja április 29-én van. Ezen a napon az UNESCO egyik tagszervezetének, a Nemzetközi Táncbizottságnak a felügyelete alatt minden évben a világ mindenféle táncát megünneplik.
Az ünnepet 1982-ben az UNESCO Nemzetközi Színházi Intézetének egy részlege, a Nemzetközi Táncbizottság hozta létre. Időpontját Jean-Georges Noverre francia táncos és balettművész születésnapjára rakták.
A Nemzetközi táncnap céljai közé tartozik a tánc népszerűsítése az általános felfogásban, és hogy arra ösztönözzék a kormányokat, hogy minél nagyobb teret szenteljenek a táncnak az oktatási rendszerben az alapfokú oktatástól egészen az egyetemig.
Míg a tánc az emberi kultúra része annak történetének kezdete óta, hivatali jelenléte ehhez mérten világszerte alacsony. Prof. Alkis Raftis, a Nemzetközi Táncbizottságnak az elnöke 2003-as táncnapi beszédében ezt mondta: „A 200 ország felének hivatalos szövegeiben nem is esik szó a táncról, s ennek a művészetnek a támogatására nincs külön alap létrehozva.”
A 2005-ös táncnapi események az alapfokú oktatásra koncentráltak. A Nemzetközi Tánc Tanács (International Dance Council - CID) konzultációkat kezdeményezett annak érdekében, hogy ezen a napon minden iskolában írjanak esszéket, rajzoljanak képeket a táncról, táncoljanak az utcákon stb.
2006-os beszédében a CID elnöke társaságok létrehozatalára buzdított, hogy jobban érzékelhető legyen ez a műfaj is a törvényhozók, a pénzügyi élet vezetői és a közvélemény előtt. Ahogy ő fogalmazott: „Világ táncosai, egyesüljetek!”
A 2007-es nemzetközi táncnapot a gyermekeknek címezték.